# سابينه هاينريش
سابين هينريتش (بالألمانية: Sabine Heinrich)‏ هي مقدمة برامج إذاعية ومقدمة تلفزيونية ألمانية، ولدت في 27 ديسمبر 1976 في أونا (ألمانيا) في ألمانيا.

## وصلات خارجية
- سابينه هاينريش على موقع IMDb (الإنجليزية)